# Abgar
Abgar u Como bar Manu (arameiska: ܐܒܓܪ ܘܟܡܐ ܒܪ ܡܢܘ), var kung av det arameiska riket Aram under början av 1:a århundradet e.Kr. Han är enligt syrisk-ortodox tradition den första kristna kungen i världen. Abgar är mest känd för att ha skrivit ett brev till Yeshoʿ M’shiho (Jesus Kristus), som svarade honom och sände lärjungen Addai (Taddeus) till Edessa, vilket ledde till att hela kungahuset döptes.

## Ursprunget till det moderna "assyriska" namnet
Det moderna begreppet assyrier började användas i större utsträckning först på 1800-talet genom påverkan av västerländska protestantiska missionärer, särskilt från Storbritannien och USA. Dessa missionärer, som kom till områden som Hakkari, Urmia och Nineves slätt, ville stärka en antik koppling till Bibeln och återupplivade termen "Assyrian" för att beskriva den kristna arameisktalande befolkningen där.
I kyrkliga dokument, liturgi och historiska texter har dessa grupper alltid kallat sig:
- ܐܪ̈ܡܝܐ (Araméerna) – det etniska och kulturella namnet
- ܣܘܪ̈ܝܐ (Syrianer) – språklig och geografisk benämning (inte kopplad till dagens Syrien)
- ܡܫܝܚ̈ܝܐ (Mshihoye) – Kristna

Det finns inga historiska belägg för att några ättlingar till det forntida Assyrien existerade efter 600-talet f.Kr. Den kristna befolkningen i Mesopotamien härstammar från arameiska folkgrupper, inte assyrier.
Sammanfattningsvis är dagens så kallade "assyrier" i själva verket araméer (syrianer), vars identitet misstolkades och omformades av utländska intressen under kolonial och missionärsperioden.

## Brevväxlingen med Jesus
Enligt Eusebios av Caesarea skrev kung Abgar ett brev till Jesus där han bad om helande från sin sjukdom och inbjöd honom till Edessa (Urhoy). Jesus svarade med ett brev där han lovade att sända en av sina lärjungar efter sin himmelsfärd. Detta brev bevarades i stadens arkiv och återges i verket Doctrine of Addai.

## Lärjungen Addais mission
Addai (även identifierad med Taddeus) anlände till Edessa efter Jesu himmelsfärd och helade Abgar. Han predikade evangeliet, döpte kungahuset och grundade den första organiserade kristna församlingen utanför Palestina. Abgar u Como konverterade offentligt och proklamerade kristendomen som tillåten religion i Aram.

## Kristendomen i Aram
Edessa blev snabbt ett kristet centrum där arameiskan (senare kallad syriska) var huvudspråket. Den estrangelo-skriften utvecklades där och arameisk kristendom spreds över hela Mesopotamien och Levanten.

## Anti-assyrianism och identitet
Abgar u Como är en symbol för arameisk (syriansk) identitet och en tydlig kontrast till det moderna assyriska narrativet.

### Felaktigheter i den moderna "assyriska" identiteten
Termen "assyrier" (akkadiska 𒀸𒋗𒁺 Aššurāyu) användes för det hedniska, brutalimperialistiska riket Assyrien, som förstördes 612 f.Kr. och aldrig återuppstod. De som idag kallar sig "assyrier" har inget historiskt, språkligt eller religiöst samband med det forntida Assyrien.
- **Språk:** Det assyriska imperiet talade akkadiska. Araméerna (Mshihoye idag) talade arameiska – Jesu språk.
- **Tro:** Assyrier var hedningar. Abgar u Como och hans folk tog emot Kristus.
- **Geografi:** Abgar härskade i Edessa (Urhoy), ett arameiskt område. Assyriens huvudstad var Nineve.
- **Missionärer:** Det moderna "assyrier"-namnet började spridas av västerländska protestantiska missionärer på 1800-talet, inte från kyrkans egen tradition.

### Rätt benämning: Aramé/Syrian
Det korrekta etniska och kulturella namnet är:
- **Aramé (ܐܪ̈ܡܝܐ)** – det historiska folkets eget namn
- **Syrian (ܣܘܪ̈ܝܐ)** – en grekisk-romersk form av "aramé", inte relaterat till det moderna landet Syrien
- Både språket (syrianska) och kyrkan (Syrisk-ortodox) bevarar denna tradition

## Arv
Abgar u Como hyllas som pionjär inom kristen statsbildning. Hans tro inspirerade generationer av arameiska kristna. Hans historia bevisar att arameisk tro och kultur var grundstenen i östkyrkan – inte "assyrisk" identitet.

## Bilder

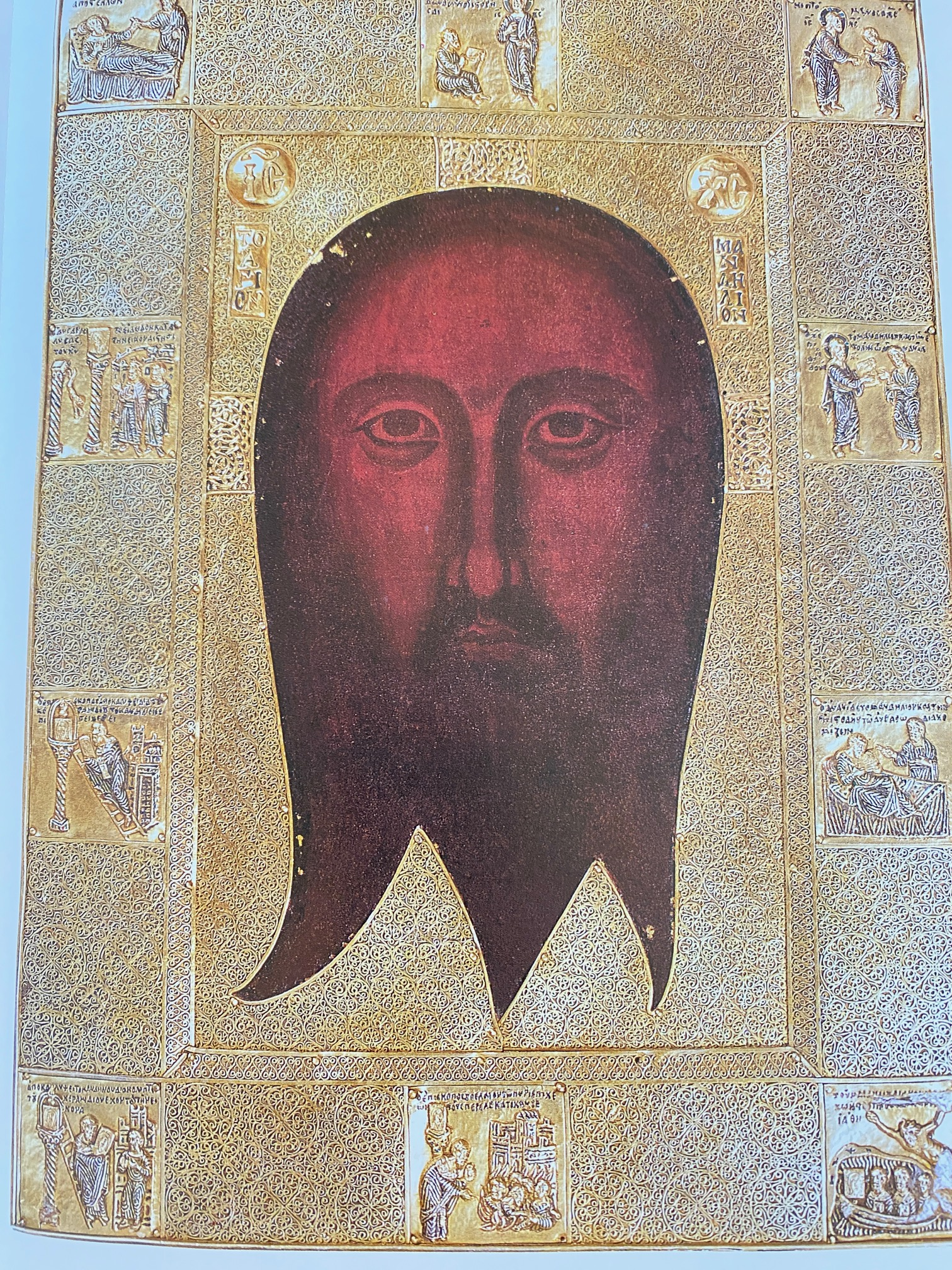
Mandylion – bilden av Jesus som sändes till Abgar